# Виталиано, Дороти
Дороти Виталиано (10 февраля 1916, Нью-Йорк, Нью-Йорк — 26 июня 2008, Блумингтон, Индиана) — американский геолог и переводчик. Она получила степень магистра и доктора философии по геологии в Барнард-колледже и Колумбийском университете. Дороти работала в Геологической службе США, где писала аннотации к геофизическим статьям и редактировала журнал Geophysical Abstracts.
Она была активным членом Лиги женщин-избирателей в Блумингтоне и одним из основателей местной Универсалистской церкви. В 1973 году она выпустила книгу «Legends of the Earth: Their Geologic Origins», в которой ввела в оборот термин «геомифология» для описания изучения геологических основ мифов и фольклора. За свои достижения она была приглашена выступить с основным докладом на 32-м Международном геологическом конгрессе в Италии в 2004 году.